# Snowboard a 2022. évi téli olimpiai játékokon
A 2022. évi téli olimpiai játékokon a snowboard versenyszámait a  Genting Snow Parkban és a Shougang síugró pályán rendezték február 5. és 15. között. A férfiaknak és a nőknek egyaránt 5–5 versenyszámban osztottak érmeket, illetve egy vegyes snowboard cross versenyre is sor került, amely először szerepelt a téli olimpiai játékok programjában. A női halpipe versenyszámban, magyar színekben induló Kozuback Kamilla volt az első magyar snowboardos a téli olimpiai játékok történetében.

## Naptár
Az időpontok helyi idő szerint (UTC+8) és magyar idő szerint (UTC+1) olvashatóak. A döntők kiemelt háttérrel vannak jelölve.
| Dátum       | Helyi idő | Magyar idő | Versenyszám                                          |
| ----------- | --------- | ---------- | ---------------------------------------------------- |
| február 5.  | 10:45     | 3:45       | női slopestyle, selejtező                            |
| február 6.  | 9:30      | 2:30       | női slopestyle, döntő                                |
| február 6.  | 12:30     | 5:30       | férfi slopestyle, selejtező                          |
| február 7.  | 12:00     | 5:00       | férfi slopestyle, döntő                              |
| február 8.  | 10:40     | 3:40       | férfi és női parallel giant slalom, selejtező        |
| február 8.  | 14:30     | 7:30       | férfi és női parallel giant slalom, kieséses szakasz |
| február 9.  | 9:30      | 2:30       | női félcső, selejtező                                |
| február 9.  | 11:00     | 4:00       | női snowboard cross, selejtező                       |
| február 9.  | 12:30     | 5:30       | férfi félcső, selejtező                              |
| február 9.  | 14:30     | 7:30       | női snowboard cross, kieséses szakasz                |
| február 10. | 9:30      | 2:30       | női félcső, döntő                                    |
| február 10. | 11:15     | 4:15       | férfi snowboard cross, selejtező                     |
| február 10. | 14:00     | 7:00       | férfi snowboard cross, kieséses szakasz              |
| február 11. | 9:30      | 2:30       | férfi félcső, döntő                                  |
| február 12. | 10:00     | 3:00       | vegyes snowboard cross, kieséses szakasz             |
| február 14. | 9:30      | 2:30       | női big air, selejtező                               |
| február 14. | 13:30     | 6:30       | férfi big air, selejtező                             |
| február 15. | 9:30      | 2:30       | női big air, döntő                                   |
| február 15. | 13:00     | 6:00       | férfi big air, döntő                                 |

## Éremtáblázat
| A 2022. évi téli olimpiai játékok éremtáblázata snowboardban | A 2022. évi téli olimpiai játékok éremtáblázata snowboardban | A 2022. évi téli olimpiai játékok éremtáblázata snowboardban | A 2022. évi téli olimpiai játékok éremtáblázata snowboardban | A 2022. évi téli olimpiai játékok éremtáblázata snowboardban | Olimpia  |
| ------------------------------------------------------------ | ------------------------------------------------------------ | ------------------------------------------------------------ | ------------------------------------------------------------ | ------------------------------------------------------------ | -------- |
|                                                              | Ország                                                       | Arany                                                        | Ezüst                                                        | Bronz                                                        | Összesen |
| 1.                                                           | Ausztria (AUT)                                               | 3                                                            | 1                                                            | 0                                                            | 4        |
| 1.                                                           | Egyesült Államok (USA)                                       | 3                                                            | 1                                                            | 0                                                            | 4        |
| 3.                                                           | Kanada (CAN)                                                 | 1                                                            | 1                                                            | 4                                                            | 6        |
| 4.                                                           | Kína (CHN)                                                   | 1                                                            | 1                                                            | 0                                                            | 2        |
| 4.                                                           | Új-Zéland (NZL)                                              | 1                                                            | 1                                                            | 0                                                            | 2        |
| 6.                                                           | Japán (JPN)                                                  | 1                                                            | 0                                                            | 2                                                            | 3        |
| 7.                                                           | Csehország (CZE)                                             | 1                                                            | 0                                                            | 0                                                            | 1        |
|                                                              |                                                              |                                                              |                                                              |                                                              |          |
| 8.                                                           | Ausztrália (AUS)                                             | 0                                                            | 1                                                            | 1                                                            | 2        |
| 8.                                                           | Olaszország (ITA)                                            | 0                                                            | 1                                                            | 1                                                            | 2        |
| 8.                                                           | Szlovénia (SLO)                                              | 0                                                            | 1                                                            | 1                                                            | 2        |
| 11.                                                          | Franciaország (FRA)                                          | 0                                                            | 1                                                            | 0                                                            | 1        |
| 11.                                                          | Norvégia (NOR)                                               | 0                                                            | 1                                                            | 0                                                            | 1        |
| 11.                                                          | Spanyolország (ESP)                                          | 0                                                            | 1                                                            | 0                                                            | 1        |
|                                                              |                                                              |                                                              |                                                              |                                                              |          |
| 14.                                                          | Az Orosz Olimpiai Bizottság versenyzői (ROC)                 | 0                                                            | 0                                                            | 1                                                            | 1        |
| 14.                                                          | Svájc (SUI)                                                  | 0                                                            | 0                                                            | 1                                                            | 1        |
|                                                              |                                                              |                                                              |                                                              |                                                              |          |
| Összesen                                                     | Összesen                                                     | 11                                                           | 11                                                           | 11                                                           | 33       |

## Érmesek

### Férfi
| A 2022. évi téli olimpiai játékok érmesei férfi snowboardban |                                      |                                      |                                      |                               |                                                         |                                                         |
| Versenyszám                                                  | Arany                                | Arany                                | Ezüst                                | Ezüst                         | Bronz                                                   | Bronz                                                   |
| Big air                                                      | Su Yiming · Kína (CHN)               | 182,50                               | Mons Røisland · Norvégia (NOR)       | 171,75                        | Max Parrot · Kanada (CAN)                               | 170,25                                                  |
| Halfpipe                                                     | Hirano Ajumu · Japán (JPN)           | 96,00                                | Scotty James · Ausztrália (AUS)      | 92,50                         | Jan Scherrer · Svájc (SUI)                              | 87,25                                                   |
| Slopestyle                                                   | Max Parrot · Kanada (CAN)            | 90,96                                | Szu Ji-ming (Su Yiming) · Kína (CHN) | 88,70                         | Mark McMorris · Kanada (CAN)                            | 88,53                                                   |
| Parallel giant slalom                                        | Benjamin Karl · Ausztria (AUT)       | Benjamin Karl · Ausztria (AUT)       | Tim Mastnak · Szlovénia (SLO)        | Tim Mastnak · Szlovénia (SLO) | Vic Wild · Az Orosz Olimpiai Bizottság versenyzői (ROC) | Vic Wild · Az Orosz Olimpiai Bizottság versenyzői (ROC) |
| Snowboard cross                                              | Alessandro Hämmerle · Ausztria (AUT) | Alessandro Hämmerle · Ausztria (AUT) | Éliot Grondin · Kanada (CAN)         | Éliot Grondin · Kanada (CAN)  | Omar Visintin · Olaszország (ITA)                       | Omar Visintin · Olaszország (ITA)                       |

### Női
| A 2022. évi téli olimpiai játékok érmesei női snowboardban |                                             |                                             |                                         |                                       |                                  |                                  |
| Versenyszám                                                | Arany                                       | Arany                                       | Ezüst                                   | Ezüst                                 | Bronz                            | Bronz                            |
| Big air                                                    | Anna Gasser · Ausztria (AUT)                | 185,50                                      | Zoi Sadowski-Synnott · Új-Zéland (NZL)  | 177,00                                | Kokomo Murase · Japán (JPN)      | 171,50                           |
| Halfpipe                                                   | Chloe Kim · Egyesült Államok (USA)          | 94,00                                       | Queralt Castellet · Spanyolország (ESP) | 90,25                                 | Tomita Szena · Japán (JPN)       | 88,25                            |
| Slopestyle                                                 | Zoi Sadowski-Synnott · Új-Zéland (NZL)      | 92,88                                       | Julia Marino · Egyesült Államok (USA)   | 87,68                                 | Tess Coady · Ausztrália (AUS)    | 84,15                            |
| Parallel giant slalom                                      | Ester Ledecká · Csehország (CZE)            | Ester Ledecká · Csehország (CZE)            | Daniela Ulbing · Ausztria (AUT)         | Daniela Ulbing · Ausztria (AUT)       | Glorija Kotnik · Szlovénia (SLO) | Glorija Kotnik · Szlovénia (SLO) |
| Snowboard cross                                            | Lindsey Jacobellis · Egyesült Államok (USA) | Lindsey Jacobellis · Egyesült Államok (USA) | Chloé Trespeuch · Franciaország (FRA)   | Chloé Trespeuch · Franciaország (FRA) | Meryeta O'Dine · Kanada (CAN)    | Meryeta O'Dine · Kanada (CAN)    |

### Vegyes
| A 2022. évi téli olimpiai játékok érmesei vegyes snowboardban |                                                                |                                                                |                                                    |                                                    |                                               |                                               |
| Versenyszám                                                   | Arany                                                          | Arany                                                          | Ezüst                                              | Ezüst                                              | Bronz                                         | Bronz                                         |
| Snowboard cross                                               | Egyesült Államok (USA) · Nick Baumgartner · Lindsey Jacobellis | Egyesült Államok (USA) · Nick Baumgartner · Lindsey Jacobellis | Olaszország (ITA) · Omar Visintin · Michela Moioli | Olaszország (ITA) · Omar Visintin · Michela Moioli | Kanada (CAN) · Éliot Grondin · Meryeta O’Dine | Kanada (CAN) · Éliot Grondin · Meryeta O’Dine |